# Золотой ритон (Экбатаны)
Золотой ритон из Экбатан (перс. اکباتان طلایی تکوک‎, Takuke Talai Akbatan). Золотой ритон представляет собой выполненный из золота сосуд, имеющий форму головы горного козла. Данный ритон по праву считается шедевром искусства металлообработки периода династии Ахеменидов.

## История создания
Экбатаны стали столицей Ахеменидского царства во время правления Дария I. Расположение города было крайне выгодным: Экбатаны находились на пересечении торговых путей из Вавилонии. По свидетельству древнегреческого историка Геродота, Экбатаны были окружены семью постепенно возвышающимися стенами. Зубцы стен были окрашены в различные цвета: пять зубцов были покрыты оранжевой, голубой, чёрной, пурпурной и белой краской; два остальных — залиты серебром и золотом. Экбатаны являлись подлинным центром ремесленничества, особое распространение получили ритоны, подлинные шедевры искусства.
Ритоны — широкие сосуды для питья в форме опущенной вниз головы животного. Ритоны достаточно часто использовались в священных обрядах жертвоприношения, а также во время празднеств.

## Описание Золотого ритона
Корпус чаши украшен горизонтальными рифлёными линиями, а вокруг верхнего края можно наблюдать цепочку орнаментов цветов лотоса, что является характерной чертой искусства периода Ахеменидов Персеполиса.
Сосуды отличает похожий орнамент и техника изготовления, характерная для ремесленников Ахеменидского царства. Иные ритоны представляют собой фигуры быков, собак, лошадей или людей. Однако почти все ритоны отлиты либо из золота, либо из серебра, что подчёркивает особо важную роль ритонов во время проведения торжественных мероприятий.
По сравнению со своим подобием ритоном «Крадущийся лев», находящимся в нью-йоркском Метрополитен-музее, Золотой ритон имеет больший размер и больше декоративных элементов и украшений.
Красота и уникальность Золотого ритона сделали его одним из символов богатства и развитости древнего иранского искусства.

## Размеры Золотого ритона
Высота сосуда 23 сантиметра, длина от головы до хвоста льва составляет 21 сантиметр, ширина нижней части его тела составляет 8 сантиметров, диаметр самой верхней части горла сосуда составляет 12 сантиметров. Изделие весит 1875 грамм.

## Местонахождение Золотого ритона
Золотой ритон хранится в Национальном музее Ирана в Тегеране.